# Marie Ljalková
Marie Ljalková-Lastovecká, née le 3 décembre 1920 à Horodenka et morte le 7 novembre 2011 à Brno, est une tireur d'élite tchécoslovaque de l'armée soviétique pendant la Seconde Guerre mondiale.

## Biographie
Ljalková est née Petrušáková à Horodenka, en Ukraine, dans une famille de Tchèques de Volhynie. Elle perdit ses parents à l'âge de 12 ans, puis vécut avec sa tante à Stanisławów (aujourd'hui Ivano-Frankivsk). Elle y rencontra son premier mari, Michal Ljalko.
Après l'invasion allemande de l'Union soviétique, Ljalková rejoignit le 1er Bataillon de campagne tchécoslovaque indépendant en tant que volontaire en mars 1942, à l'âge de 21 ans. Elle suivit pendant trois mois une formation à l'école de tireurs d'élite de Bouzoulouk (oblast d'Orenbourg).
Pour sa première expérience du combat, elle participa à la bataille de Sokolovo, qui dura trois jours (8 mars – 11 mars 1943). Elle y tua sept soldats allemands ce qui lui donna immédiatement le statut d' « as ». Elle devint par la suite formatrice de tireurs d'élite dans l'infanterie tchécoslovaque et soviétique et fut également conductrice d'ambulance.
Elle fut créditée d'un total confirmé de 30 ennemis tués — le nombre exact reste inconnu — au cours de la guerre, ce qui lui valut de recevoir l'ordre soviétique de l'Étoile rouge et la croix de guerre tchécoslovaque 1939-1945.
Après la guerre, elle étudia la médecine et travailla comme médecin militaire à Olomouc et à l'hôpital militaire central de Prague. Elle fut ensuite transférée à l'hôpital de Brno, où elle rencontra son second mari, Václav Lastovecký. Elle atteignit le grade de colonel, mais en raison de problèmes de santé, elle quitta l'Armée de terre et commença à travailler comme guide pour les touristes parlant russe. Elle finit sa vie à Brno.
Elle est faite grand officier de l'ordre du Lion blanc le 28 octobre 2010.